# Dorothy Morrison
Dorothy Morrison Green (3 de enero de 1919 – 18 de octubre de 2017) más conocida como Dorothy Morrison, fue una actriz estadounidense qué apareció en los cortos de Hal Roach Our Gang durante la era de cine mudo. fue reconocida por ser hermana de Ernie Morrison (más conocido como Sunshine Sammy), quién también apareció en los cortos de Our Gang. Algunas de sus película qué apareció fueron The Champeen, Seein 'Things, The Love Bug, Isn't Life Terrible? y Hearts in Dixie. Su última película fue un cortometraje llamado Sleepless Hollow en 1936.